# 路从今夜白之遇见青春
《路从今夜白之遇见青春》（英語：Infringement:Cheesy Drama），2017年中国偶像剧。改编自墨舞碧歌的同名小说《路从今夜白》，由陈若轩、安悦溪、魏哲鸣、罗予彤领衔主演，于2017年11月1日在 湖南卫视「青春进行时」周播播出。該劇講述了極具繪畫天賦的美術系學生顧夜白與暖萌少女路悠言之間的愛情故事。

## 播出时间
| 频道     | 所在地   | 播映日期      | 播出时间                 | 备注     |
| -------- | -------- | ------------- | ------------------------ | -------- |
| 湖南卫视 | 中国大陆 | 2017年11月1日 | 星期一至四 22:00-23:50   |          |
| 八度空间 | 马来西亚 | 2018年2月25日 | 星期六、日 15:00 - 17:00 | 两集连播 |

## 演员列表
注：因原剧名涉及现实同名学院名称“诺丁汉大学”而产生争议，故在下列介绍当中则用“G大”取代。

### 主要演员
| 演員               | 角色   | 介紹 |
| 陈若轩 少年:盛梓航 | 顾夜白 | G大天賦驚人的美術才子，油畫系大三學生，眼睛看不到任何色彩，但卻能得到外人的青睞。只有看到路悠言才能看到顏色。实际上顾夜白与路悠言就已经是青梅竹马机缘巧合，从小失去亲人而孤僻。 |
| 安悦溪 少年:祁心蕊 | 路悠言 | G大法語系大三學生，活潑軟萌，樂觀開朗，渾身充滿正能量，能讓顧夜白看到色彩唯一的人。她母亲正是顾夜白儿时的美术老师。跟顾夜白交往，后来因表哥突发心脏病发作去世而觉得自己也时日无多，不想让顾夜白难受而跟他分手，大结局路悠言临走远赴法国前，受了表哥在临去世前给她留下的影片点醒，決定不去法国，留下来跟顾夜白在一起，和顾夜白一个温暖的拥抱。 |
| 魏哲鸣             | 魏子健 | G大油畫系大三學生，是顾夜白的同班同学。自我感覺良好，喜歡過路悠言，現已是周懷安男朋友。 |
| 罗予彤             | 周怀安 | G大法语系毕业生師姐，出身書香門第，內心孤傲，自視甚高，喜歡過顧夜白，現已是魏子健女朋友。 |

### 其他演员
| 演員               | 角色     | 介紹                                                                                        |
| 王玲玉             | 苏珊     | G大法語系大三學生，學生會幹部，路悠言闺蜜，活潑開朗。喜歡林子晏，最后结为夫妻。             |
| 匡牧野             | 林子晏   | G大油畫系大三學生，顧夜白哥們，逗比。喜欢苏珊，最后结为夫妻。                               |
| 汪诺乔             | 丛晓     | 外号小虫，G大法語系大三學生，學霸，比較安靜。暗恋魏子健，最后表白没成功，并离开了魏氏集团。 |
| 李柄辉             | 龙力     | G大油畫系大三學生，魏子健死黨，籃球隊主力。                                                 |
| 张钧然             | 迟璞     | 遲箏的姪子，路悠言的亲表哥，很疼愛自己的妹妹和前女友。最后心脏病发去世。                    |
| 岳菁蔚             | 魏佳     | 魏子健姐姐，集團董事，為人強勢，為了可以讓弟弟成功而不擇手段。                              |
| 王璟彦 少年:吕晨悦 | 宫泽静   | 顾夜白发小，任性小公主，喜欢顾夜白。后绝望离开。                                            |
| 金珈               | Mr.目眠  | 盲人画家，顾夜白拜见的第二个师傅。                                                          |
| 李文洋             | Mrs.目眠 | 目眠先生的事业伴侣，从事鱼丸店阿姨。                                                        |
| 少年:康嘉泽        | 小铃铛   | 从小父亲早逝，自闭症儿童，又喜好画画，顾夜白的徒弟。                                        |
| 高若芯             | 成媛     | 小铃铛的母亲，迟璞的前女友。                                                                |
| 夏志卿 青年:陈宝国 | 路鸿易   | 迟箏的丈夫，迟璞的姑父和路悠言的父亲，经常反对和艺术生来往的固执偏见者。                    |
| 金晖               | 顾腾辉   | 顾夜白的父亲，从小抛妻弃子另成家庭，导致后来亲生儿子一直拒绝相认。后变成林子晏的公司老板。  |
| 李佳乐             | 迟箏     | 世界有名的藝術家，路悠言的媽媽，遲璞的姑姑，顧夜白小時候的美術老師，后因病早逝。            |
| 李若嘉             | 劉醫生   | 顾夜白的心理醫生。                                                                          |

## 電視劇歌曲
| 曲序 | 曲目                     |        | 作曲   | 演唱者 |
| ---- | ------------------------ | ------ | ------ | ------ |
| 1.   | 《年少的时光》（片头曲） | 陈曦   | 董冬冬 | 安悦溪 |
| 2.   | 《还是想念》（片尾曲）   | 林乔   | 李煊乐 | 徐良   |
| 3.   | 《心跳着》（插曲）       | 林乔   | 高莹   | 黄雅莉 |
| 4.   | 《假装计较》（插曲）     | 孟令楠 | 赵贝尔 | 魏哲鸣 |

## 争议
在2017年11月1日上映的本剧第一集中，顾夜白与路悠言在对话中称诺丁汉大学的同学“无非就是能按时交个作业”、“混张文凭”，亦出现了所谓的诺丁汉大学校门（实为浙江万里学院的校门，“诺丁汉大学”字样为剧组后期剪辑而成）。而在本剧开播前宣传剧情角色介绍当中，主人公所就读的学校被称呼为“G大”，但是不知为何，正片中仍出现了诺丁汉大学的名称和校徽等元素，实际上是审片时候出现了漏洞疏忽。
此行为激起了宁波诺丁汉大学同学的极度不满，指责此行为“公然抹黑”、“对诺丁汉大学，对广大诺丁汉大学就读学生造成了声誉上的影响”，纷纷在《路从今夜白之遇见青春》的官方微博下留言，要求剧组致歉并删除剧集中相关内容。11月2日，宁波诺丁汉大学校方发布邮件，称将会采取法律手段维护学校权益与形象。
11月2日晚，宁波诺丁汉大学在其官方微信账号上发文，表明已收到来自剧组的致歉函，原视频中涉及侮辱诺丁汉大学的桥段也正被逐步删除。
而在该剧片尾的字幕当中，则有将“宁波诺丁汉大学”、“浙江万里学院”列入鸣谢单位名单里头。

## 收视率
| 中国 湖南卫视 首播收视率 |                |             |             |             |           |           |           |           |           |           |                        |
| 集數                     | 播出日期       | CSM52城市网 | CSM52城市网 | CSM52城市网 | CSM全国网 | CSM全国网 | CSM全国网 | CSM16省网 | CSM16省网 | CSM16省网 | 備註                   |
| 集數                     | 播出日期       | 收視率      | 收視份額    | 排名        | 收視率    | 收視份額  | 排名      | 收視率    | 收視份額  | 排名      | 備註                   |
| 1-2                      | 2017年11月1日  | 0.423       | 3.622       | 11          | 0.28      | 3.26      | 11        | 0.285     | 3.151     | 7         |                        |
| 3-4                      | 2017年11月2日  | 0.433       | 3.586       | 10          | 0.32      | 3.54      | 10        | 0.407     | 4.113     | 6         |                        |
| 5-6                      | 2017年11月5日  | 0.16        | 1.243       | 20          | 0.19      | 2.09      | 13        | 0.17      | 1.748     | 13        |                        |
| 7-8                      | 2017年11月6日  | 0.393       | 3.181       | 11          | 0.31      | 3.39      | 11        | 0.329     | 3.372     | 8         |                        |
| 9-10                     | 2017年11月7日  | 0.427       | 3.42        | 10          | 0.27      | 2.8       | 12        | 0.314     | 3.057     | 7         |                        |
| 11-12                    | 2017年11月8日  | 0.412       | 3.09        | 10          | 0.34      | 3.39      | 9         | 0.295     | 2.754     | 10        |                        |
| 13-14                    | 2017年11月9日  | 0.45        | 3.326       | 10          |           |           |           | 0.295     | 2.75      | 9         | 全國網收視排名不含央視 |
| 15-16                    | 2017年11月13日 | 0.471       | 3.646       | 9           | 0.26      | 2.75      | 14        | 暫缺      | 暫缺      | 暫缺      |                        |
| 17-18                    | 2017年11月14日 | 0.407       | 3.114       | 10          | 0.41      | 4.18      | 9         | 暫缺      | 暫缺      | 暫缺      | 52城數據缺長沙、常德   |
| 19-20                    | 2017年11月15日 | 0.486       | 3.707       | 8           | 0.28      | 2.87      | 12        | 0.296     | 2.897     | 10        |                        |
| 21-22                    | 2017年11月16日 | 0.432       | 3.305       | 9           | 0.38      | 3.84      | 10        | 0.382     | 3.682     | 8         |                        |
| 23-24                    | 2017年11月20日 | 0.441       | 3.543       | 8           |           |           |           | 沒有公佈  | 沒有公佈  | 沒有公佈  | 全國網收視排名不含央視 |
| 25-26                    | 2017年11月21日 | 0.404       | 3.155       | 10          |           |           |           | 沒有公佈  | 沒有公佈  | 沒有公佈  | 全國網收視排名不含央視 |
| 27-28                    | 2017年11月22日 | 0.457       | 3.733       | 8           | 0.28      | 3.12      | 8         | 沒有公佈  | 沒有公佈  | 沒有公佈  | 全國網收視排名不含央視 |
| 29-30                    | 2017年11月23日 | 0.403       | 3.198       | 10          |           |           |           | 沒有公佈  | 沒有公佈  | 沒有公佈  | 全國網收視排名不含央視 |
| 全劇平均                 | 全劇平均       | 0.415       | 3.26        | 不適用      |           |           | 不適用    |           |           | 不適用    |                        |

1. 同时段或交叉时段主要节目：
  - 东方：《軒轅劍之漢之雲》
  - 浙江：《傳奇大亨》
  - 北京：《通天狄仁杰》／《重案六组》（重播）
  - 安徽：《通天狄仁杰》／《天使的幸福》
2. 数据由广视索福瑞提供，调查范围为四岁以上之观众。
3. 以上收视排名包括央视在内。
4. 资料来源：TV未知数、卫视这些事儿、数据狮